# Demokratiedenkmal

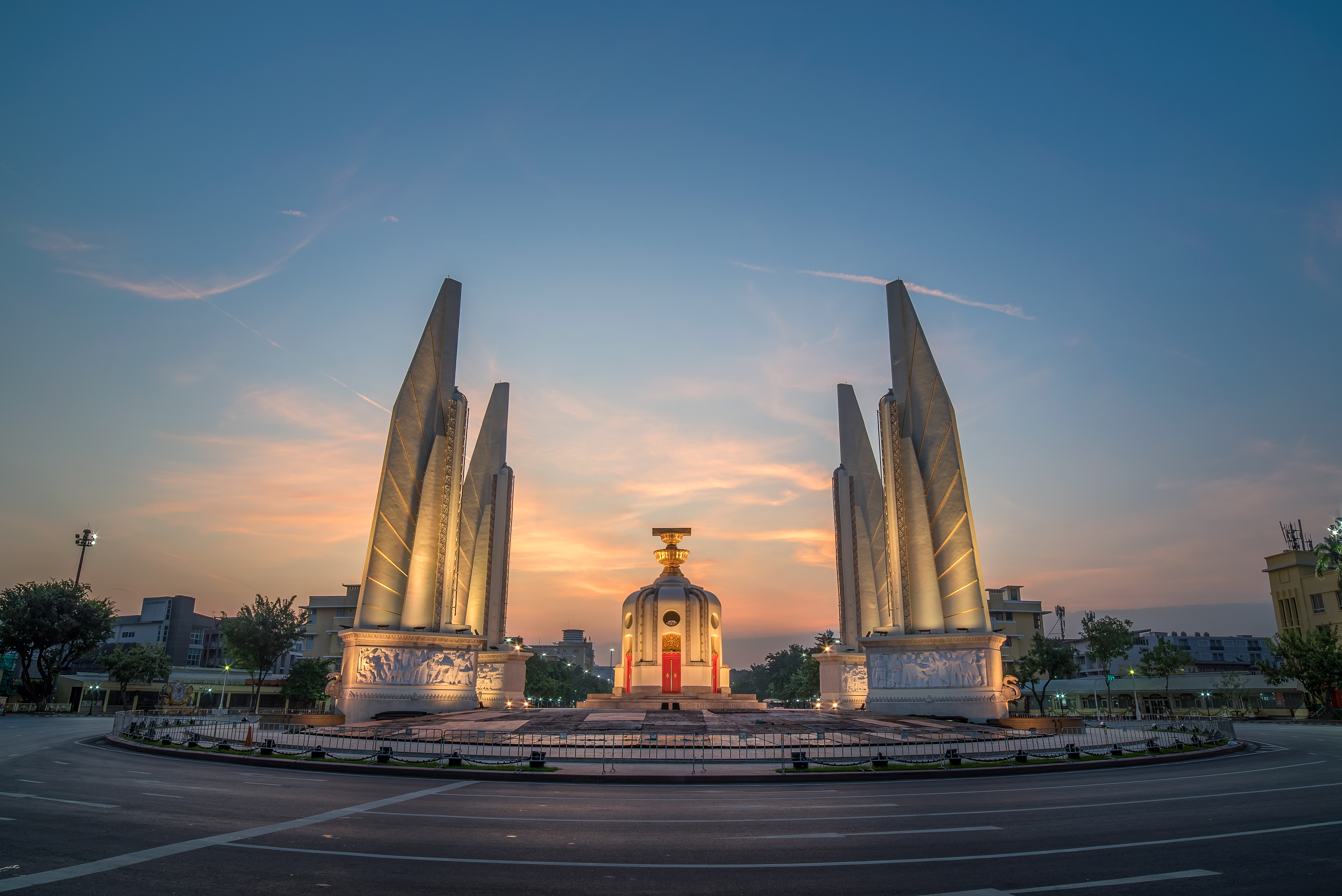
Das Demokratiedenkmal, Bangkok

Das Demokratiedenkmal (thailändisch อนุสาวรีย์ประชาธิปไตย, RTGS: Anusawari Prachathippatai, Aussprache: [ʔànúʔsǎːwáriː pràʔt͡ɕʰaːtʰíppàʔtaj], englisch Democracy Monument) ist ein Denkmal im Zentrum von Bangkok, der Hauptstadt von Thailand. Es ist eines der Wahrzeichen der Stadt. Es liegt in der Mitte eines Kreisverkehrs der Thanon Ratchadamnoen Klang (Ratchadamnoen-Klang-Boulevard) an der Kreuzung mit der Thanon Dinso, im Stadtbezirk Phra Nakhon, etwa auf halbem Wege zwischen dem Sanam Luang und dem Wat Saket.

## Gründung der Anlage
Das Denkmal wurde 1939 von Generalmajor Phibunsongkhram (Phibun) in Auftrag gegeben, um an den Umsturz von 1932 („Siamesische Revolution“) zu erinnern, der zur Einführung der konstitutionellen Monarchie im damaligen Königreich von Siam führte. Phibun schwebte ein neues, westlich orientiertes Bangkok vor, mit dem Denkmal als Zentrum. Er wollte „den Ratchadamnoen-Klang-Boulevard zur Champs-Élysées und das Demokratiedenkmal zum Arc de Triomphe“ machen."
Der Entwurf des Denkmals stammte vom Architekten Mew Aphaiwong, dessen Bruder Khuang Aphaiwong ein Minister in Phibuns Regierung war. Vom italienischen Bildhauer Corrado Feroci, der ein Bürger Thailands war und den thailändischen Namen Silpa Bhirasi angenommen hatte, stammen die Relief-Skulpturen an der Basis des Monuments.
Der Bau des Demokratiedenkmals war zu jener Zeit sehr unpopulär, denn die ansässigen chinesischstämmigen Geschäftsleute mussten innerhalb von 60 Tagen ihr Heim und ihr Geschäft verlassen, um einer Verbreiterung des Boulevards Platz zu machen. Hunderte von schattenspendenden Bäumen mussten ebenfalls weichen, was in jenen Zeiten ohne Klimaanlagen wegen des tropischen Klimas eine schwerwiegende Angelegenheit darstellte. Die Grundsteinlegung der Anlage erfolgte am 24. Juni 1939, dem 7. Jahrestag des Putsches. Die offizielle Einweihung war am 22. Juni 1940.

## Symbolik

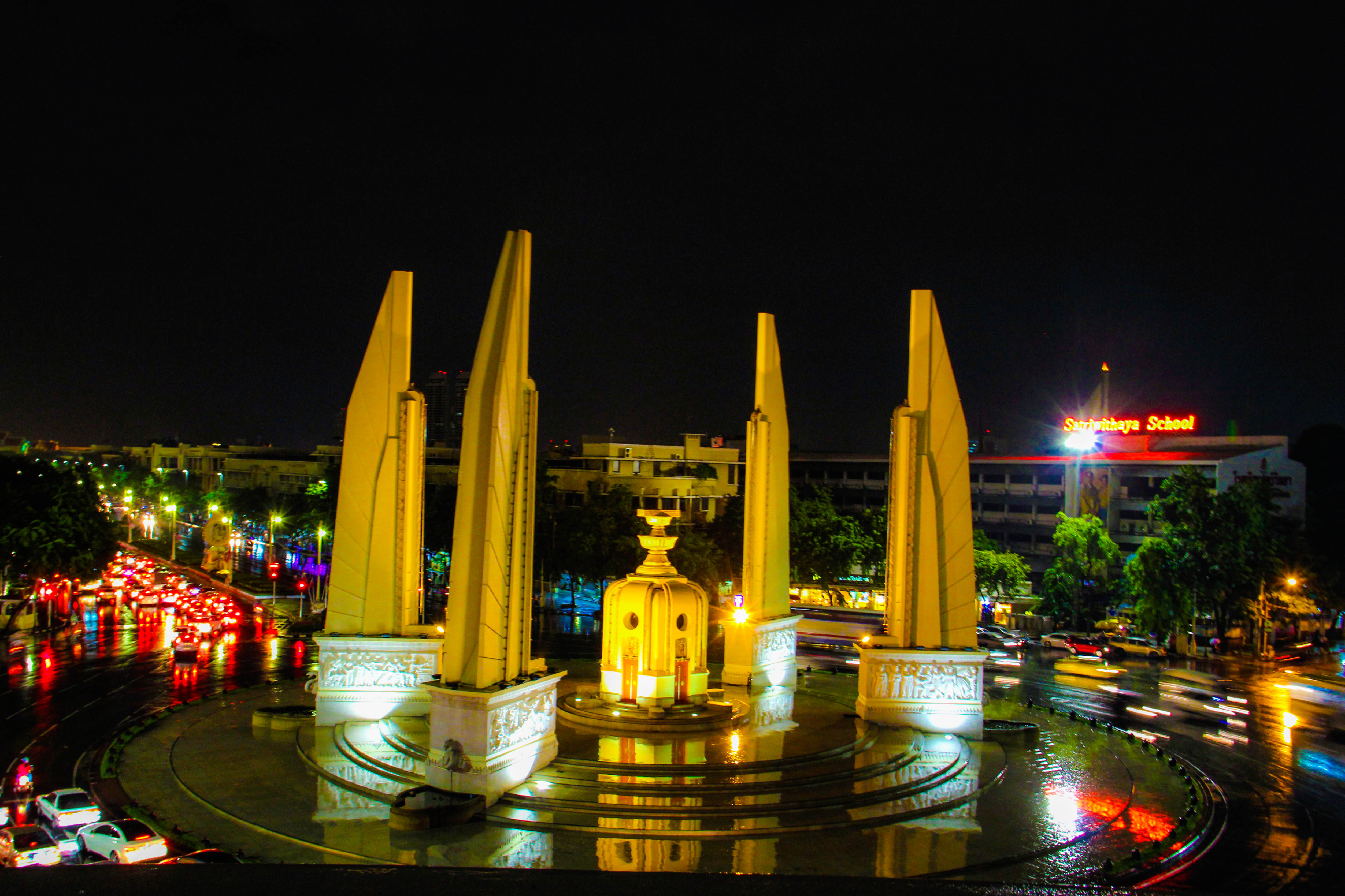
Demokratiedenkmal bei Nacht

Im Zentrum der Anlage steht ein sechseckiger Schrein mit Türen an allen Seiten (siehe Bild 1 unten), auf dessen Dach sich eine symbolische Skulptur der Verfassung von 1932 auf zwei goldenen Opferschalen befindet. Die Verfassung wird durch vier Betonpfeiler symbolisch beschützt, die ausgestreckten Flügeln ähneln. Diese vier Flügel stellen die vier Teile der thailändischen Streitkräfte dar – Heer, Marine, Luftwaffe und Polizei, die am Coup von 1932 beteiligt waren.
Die einzelnen Flügel (siehe Bild 2 unten) sind jeweils 24 Meter hoch, auch der runde Denkmalsockel hat einen Radius von 24 Metern. Dies soll an den 24. Juni 1932 erinnern, den Tag, an dem der Putsch stattfand. Die Höhe des zentralen Schreins – 3 Meter – steht für den Monat Juni, dem dritten Monat des traditionellen thailändischen Kalenders. Ursprünglich befanden sich 75 kleine Kanonen entlang der äußeren Begrenzung des Sockels, die das Jahr des Putsches – 2475 nach der buddhistischen Zeitrechnung – repräsentieren. Die sechs Türen im zentralen Schrein stehen für die sechs erklärten Ziele der politischen Linie von Phibuns Regime: „Unabhängigkeit, Innerer Friede, Gleichheit, Freiheit, Handel und Erziehung“.
Außen an der Basis der vier Flügel befinden sich Wasserspeier (siehe Bild 3 unten) in der Form eines Garuda-Kopfes, der in seinem Schnabel einen Naga hält. Beide Kreaturen entstammen der buddhistisch-hinduistischen Mythologie.
Seitlich an der Flügelbasis befinden sich Relief-Skulpturen, die in ihrem Design propagandistisch sind. Sie stellen die thailändischen Streitkräfte sowohl als Verfechter der Demokratie als auch als Personifizierung des thailändischen Volkes dar. In der Version der Vorfälle, die in diesen Skulpturen dargestellt werden, wurde der Staatsstreich von 1932 von einer vereinten und idealistischen Streitmacht im Auftrage des Volkes durchgeführt in der Absicht, Thailand die Demokratie zu bringen. In den Reliefs erscheinen Zivilisten nur als dankbare Empfänger der Großzügigkeit und des Heldenmuts der Militärs.
Die Skulptur mit dem Titel „Soldaten kämpfen für Demokratie“ (siehe Bild 4 unten) zeigt die heldenhaften Streitkräfte im vereinten Kampf für Demokratie, allerdings ist es nicht klar, gegen wen sie kämpfen. Im Bild „Verkörperung des Volkes“ (siehe Bild 5 unten) beschützt ein Soldat die thailändischen Menschen, die derweil ihrem Tagwerk nachgehen. Die Mutter mit Kind am linken Rand ist übrigens die einzige weibliche Figur am gesamten Monument. In diesem Relief wird die Sicht des Militärregimes von 1939 deutlich, das sich als vom Volk beauftragt fühlt.
Das Relief mit dem Titel „Verkörperung von Balance und Gutem Leben“ (siehe Bild 6 unten) repräsentiert die soziale Ideologie der Militärmachthaber. Eine allegorische Figur sitzt in einer Meditationshaltung auf einer Bank in der Mitte des Bildes, in der einen Hand ein Schwert haltend, in der anderen eine Waage. Die Figur steht für die Nation, das Schwert für das Militär, die Waage für die Justiz. Sie wird flankiert von vier Figurengruppen, die den Sport, die Erziehung, die Religion und die Künste verkörpern. Bemerkenswert ist die „Sport“-Figur, ein nackter Kugelstoßer, der einen europäischen Gesichtsschnitt aufweist.

Detailaufnahmen
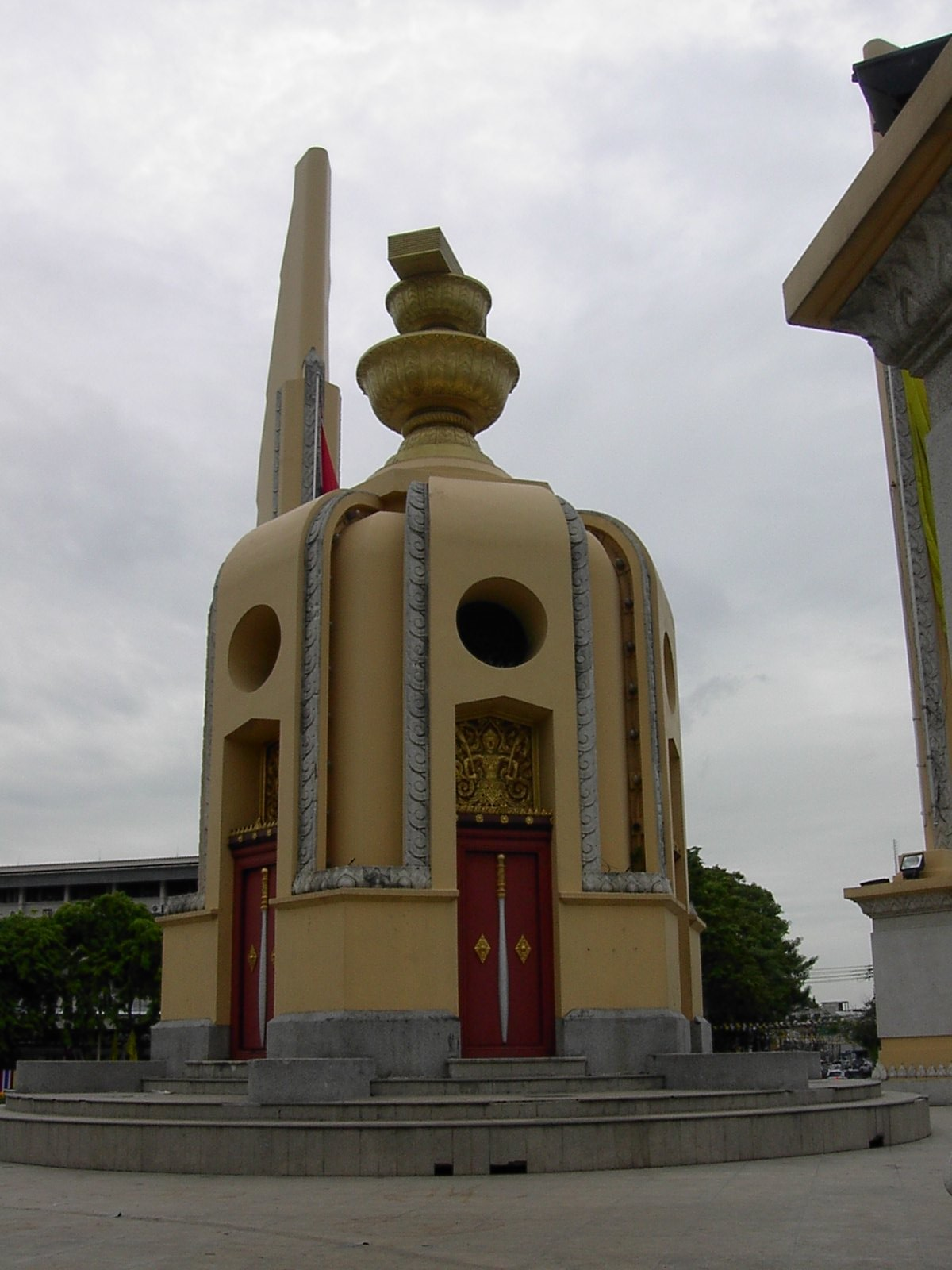
Bild 1: Skulptur der thailändischen Verfassung von 1932, die auf zwei Opferschalen auf dem Dach des zentralen Schreins ruht.
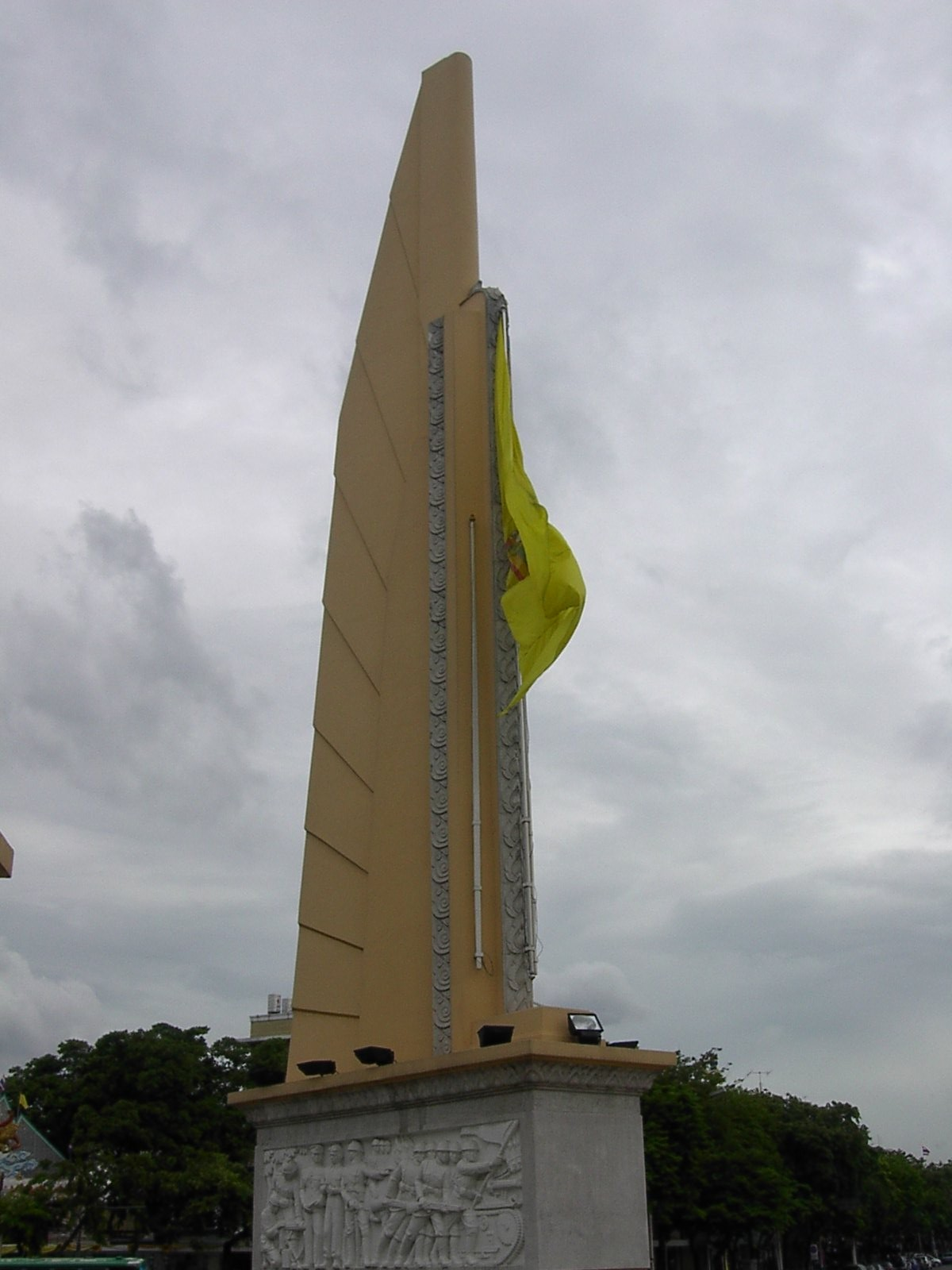
Bild 2: Einer der vier Flügel, die die Verfassung beschützen.
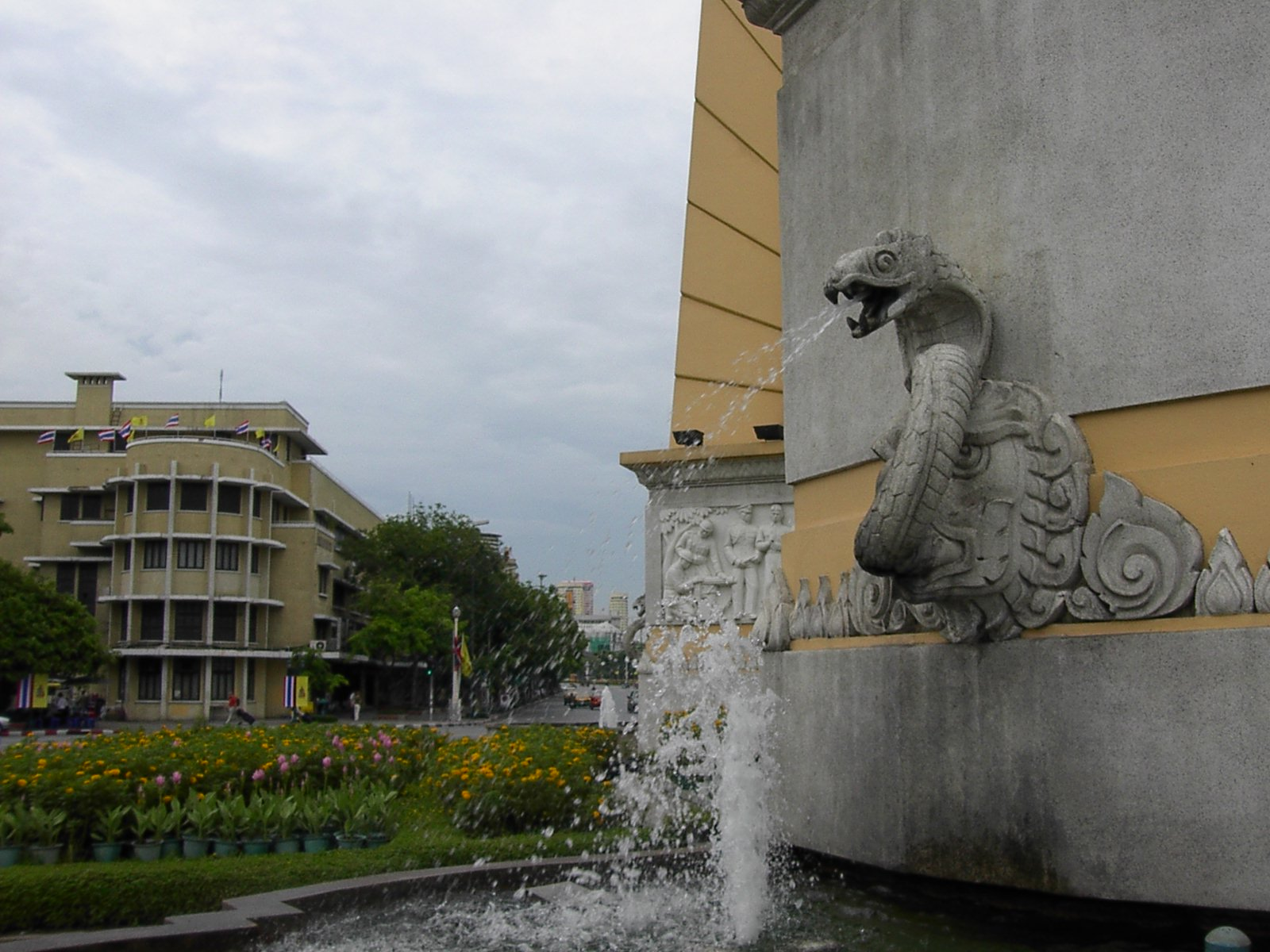
Bild 3: Wasserspeier in Form eines Garudakopfes, der einen Naga im Schnabel trägt
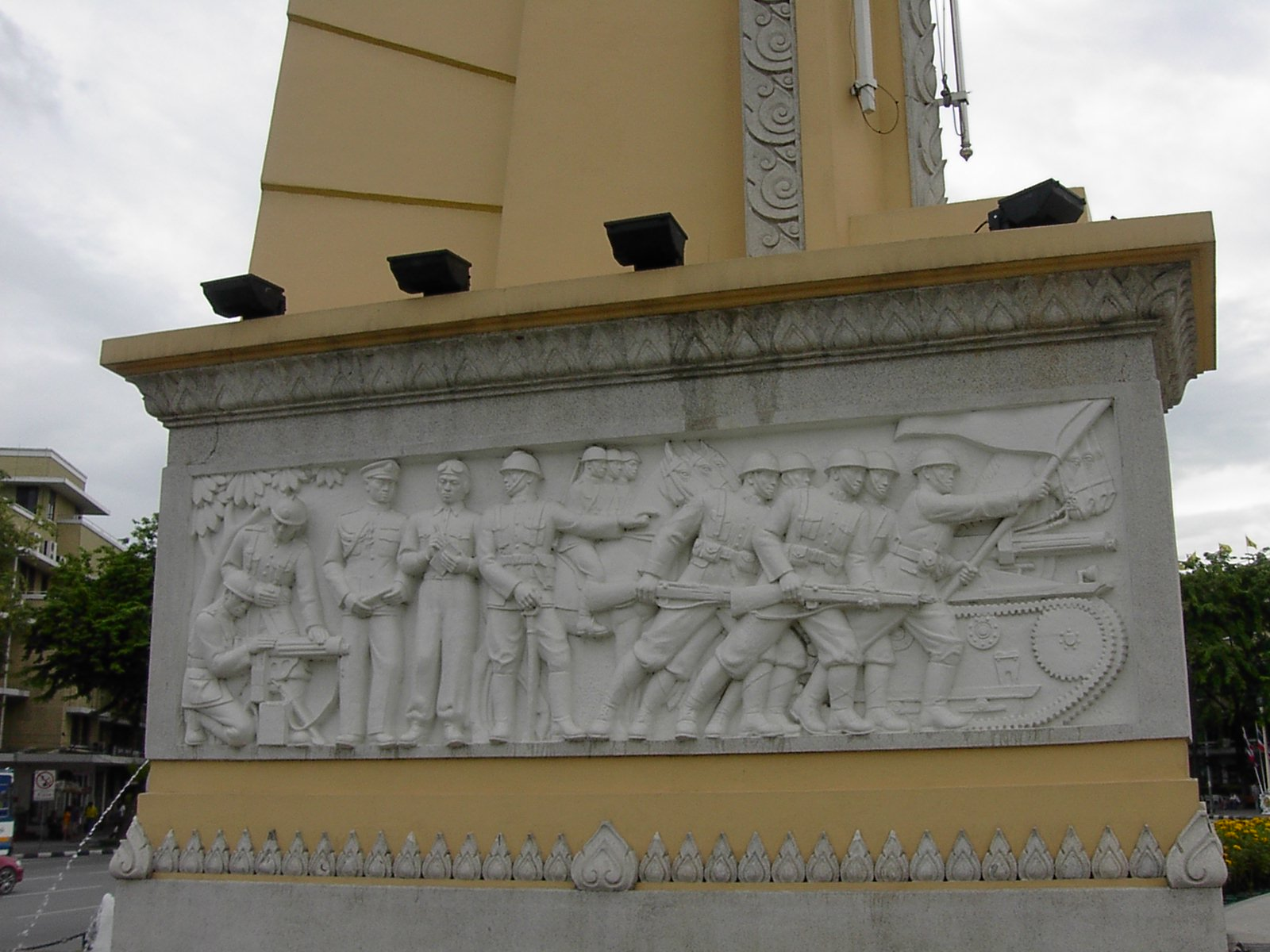
Bild 4: Relief „Soldaten im Kampf für Demokratie“
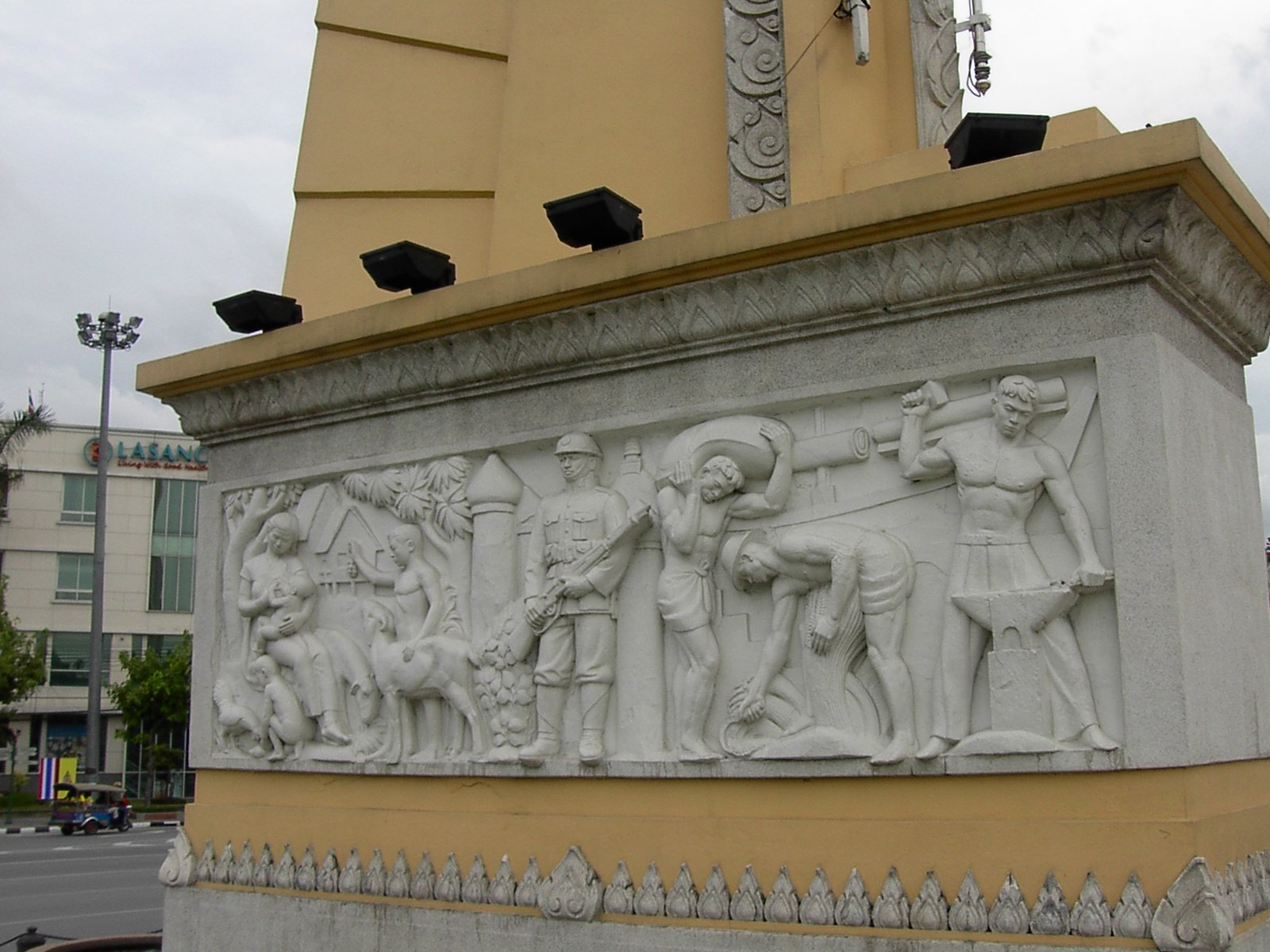
Bild 5: Relief „Verkörperung des Volkes“
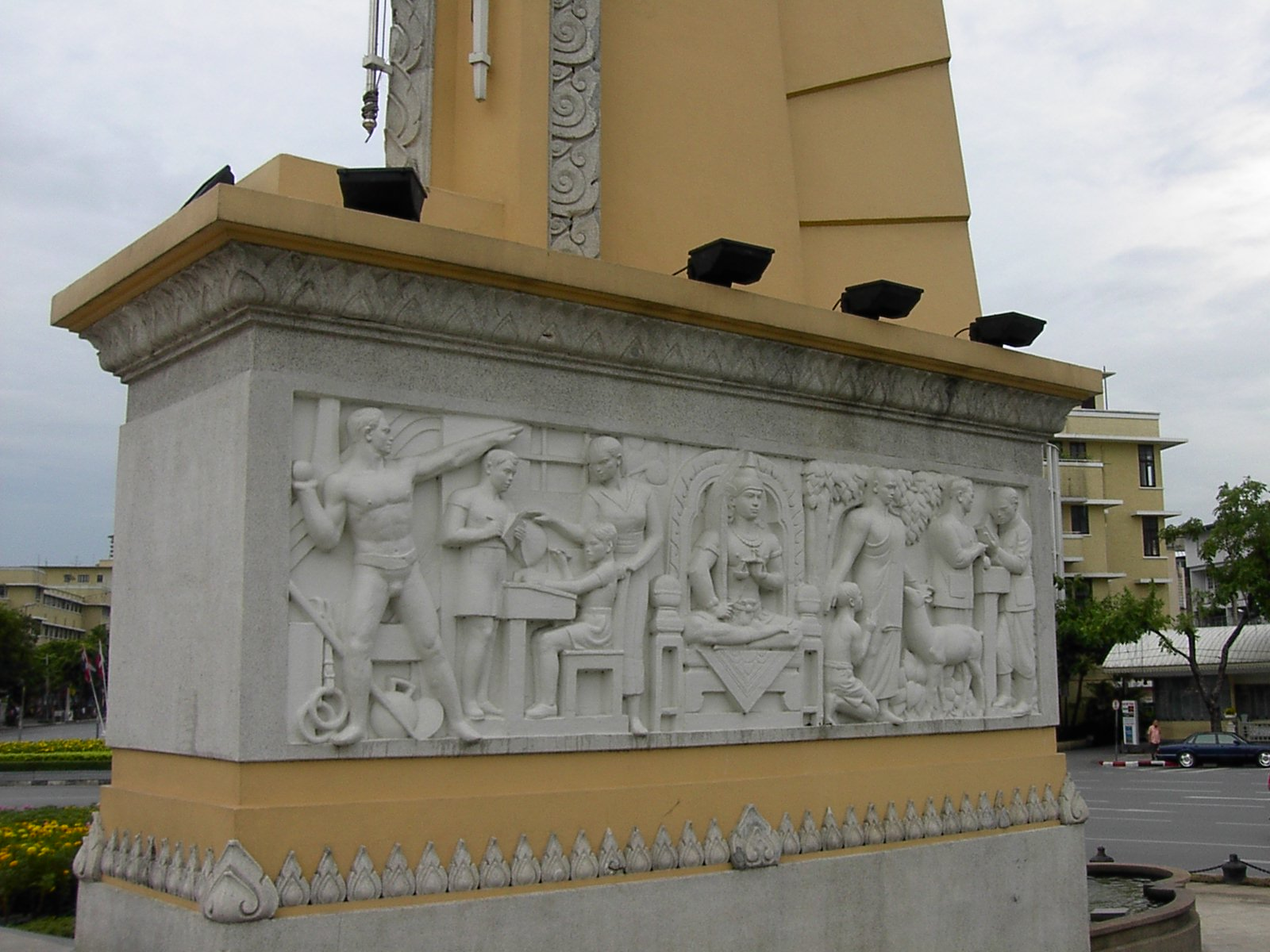
Bild 6: Relief „Verkörperung von Balance und Gutem Leben“

## Politische Bedeutung

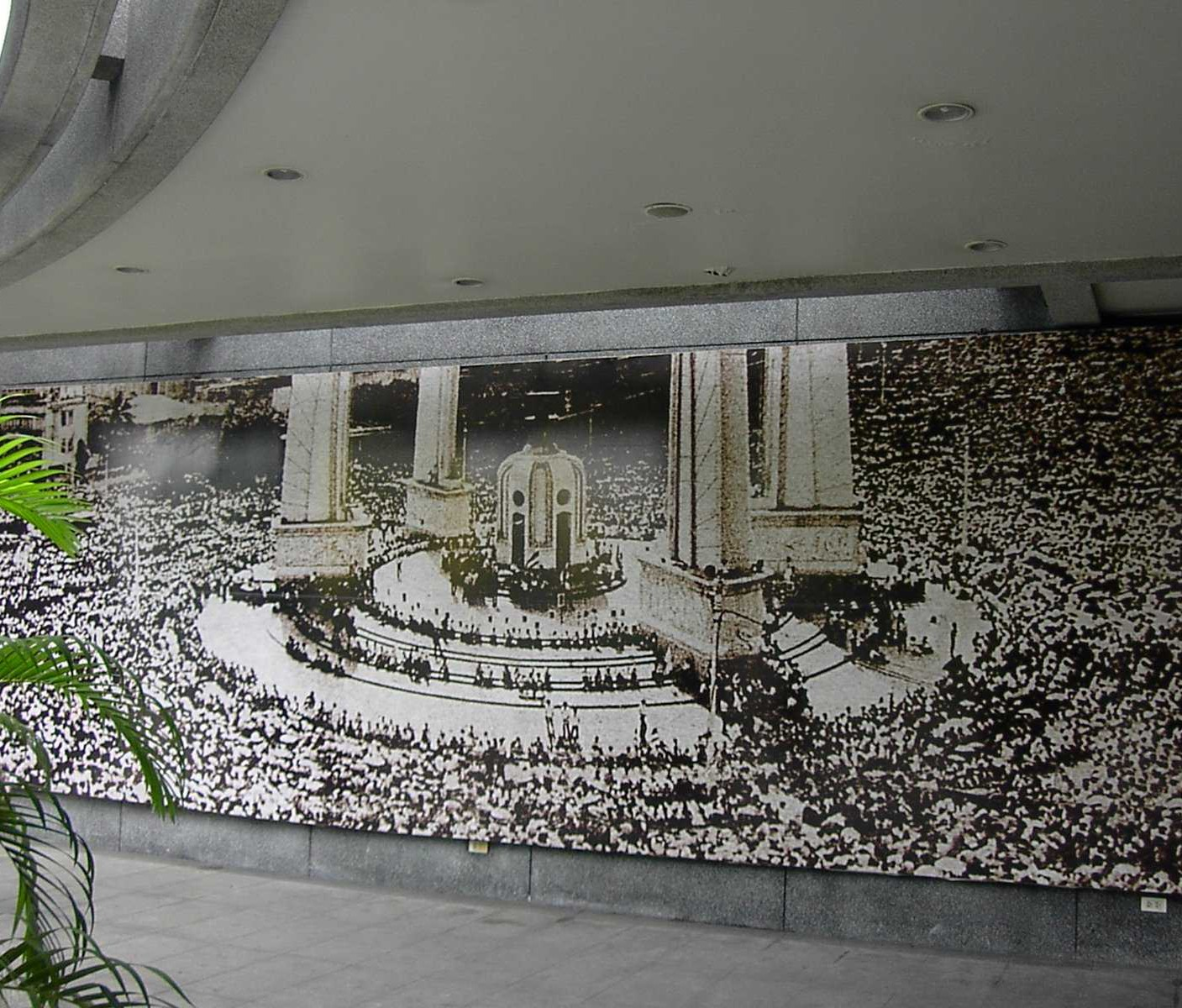
Massendemonstration gegen das Militärregime 1973 (Foto an der Gedenkstätte des 14. Oktober 1973, Bangkok)

Die Geschichte, die in diesen Skulpturen dargestellt wird, ist eine nicht unerhebliche Entstellung der Wahrheit. Tatsache ist, dass der Putsch von 1932 von einer kleinen Gruppe Offiziere und einigen zivilen Kollaborateuren fast ohne Blutvergießen geplant und ausgeführt wurde. Dies geschah, während sich der König zur Erholung an der See aufhielt (siehe Geschichte Thailands und Prajadhipok). Dem Putsch folgte bald die Verkündigung von Thailands erster Verfassung, die jedoch weit entfernt davon war, demokratisch zu sein. Es gab in der Mitte der 1930er Jahre Bestrebungen, mehr Demokratie einzuführen, was jedoch durch Meinungsverschiedenheiten zwischen den Militärs und den Zivilisten in der Regierung nicht zu Ende geführt wurde. Als 1939 das Demokratiedenkmal gebaut wurde, war Thailand eine Militärdiktatur.
Bei genauerer Betrachtung fällt auf, dass in der Symbolik des Denkmals die Monarchie, welche im heutigen Leben und politischer Kultur eine zentrale Rolle spielt, völlig ausgeklammert wurde. Die Tatsache, dass der Putsch gegen König Prajadhipok (Rama VII.) gerichtet war, dem Onkel des gegenwärtigen Königs, und dass er es vorzog, ins Exil zu gehen, statt einen Verfall seines Landes in die Militärdiktatur zu akzeptieren, wird heute selten erwähnt.
Prajadhipoks Nachfolger, Ananda Mahidol (Rama VIII.), war zu jener Zeit noch Schüler in der Schweiz.
Nun, da Thailand offiziell eine Demokratie ist, wissen nur wenige Thais von den propagandistischen Darstellungen in den Reliefs des Denkmals. Hinzu kommt, dass wegen des enorm angewachsenen Verkehrs in Bangkok es zu den meisten Zeiten unmöglich ist, als Fußgänger die Verkehrsinsel in der Mitte des achtspurigen Boulevards zu erreichen, um das Monument von nahem zu betrachten. Es gibt allerdings Pläne, ähnlich wie bei der Berliner Siegessäule einen Tunnel unter der Straße anzulegen.

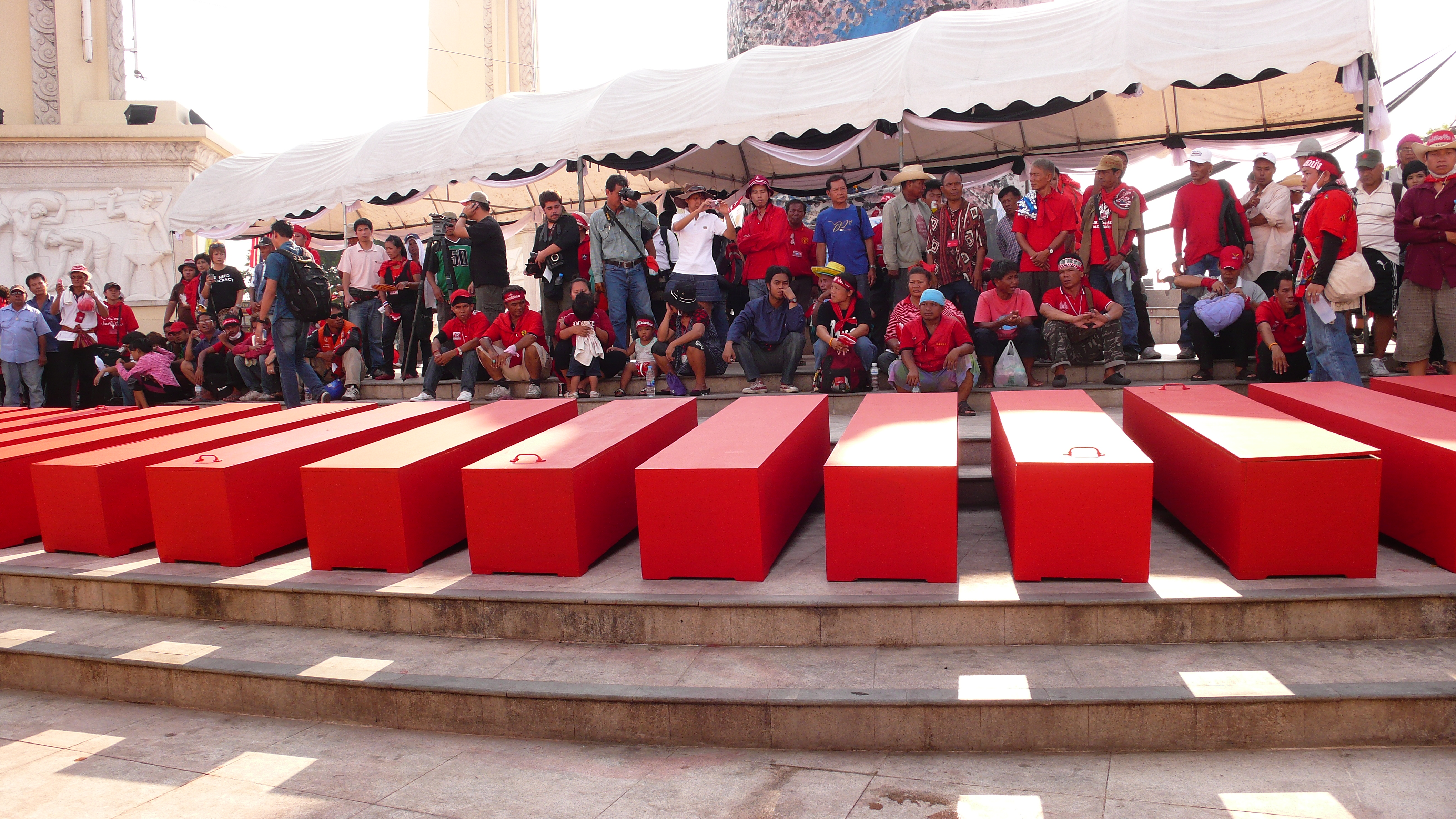
Rothemden-Demonstration am Demokratiedenkmal im Rahmen der Unruhen in Bangkok 2010.

Protest am Demokratiedenkmal da König Vajiralongkorn vom Freistaat Bayern und somit von deutschen Boden aus regierte, löste anti-monarchistische Stimmungen aus.

Trotz – oder vielleicht sogar gerade wegen – der Umstände, die zur Errichtung dieses Denkmals führten, wird dieser Platz heute gerne für Demonstrationen von Pro-Demokratie-Aktivisten benutzt:
- Hier war im Oktober 1973 das Zentrum der größten Massenproteste, die Thailand bis dahin kannte und die zum Sturz des Militärregimes von Feldmarschall Thanom Kittikachorn führten (Volksaufstand in Thailand 1973).
- Hier war ein Zentrum der Protest-Kundgebungen, die 1976 einen weiteren Militärputsch auslösten (Massaker an der Thammasat-Universität).
- Bei Protesten, die hier 1992 gegen das Regime von General Suchinda Kraprayoon demonstrierten, wurden im sogenannten Schwarzen Mai zahlreiche Menschen getötet.
- 2009 und 2010 fanden hier Demonstrationen der „Rothemden“ statt (Unruhen in Bangkok 2010).
- 2013 war das Demokratiedenkmal erneut der Ort zentraler Protestkundgebungen (Politische Krise in Thailand 2013/14)
- 2020 protestierten Demonstranten am Demokratiedenkmal, marschierten zur Deutschen Botschaft in Bangkok und forderten die deutsche Regierung auf, die Aktivitäten des Königs Vajiralongkorn, der als demokratiefeindlich gilt, während seiner Aufenthalte in Deutschland auf die Möglichkeit hin zu untersuchen, ob er Amtsgeschäfte von deutschem Boden ausgeübt habe.[3][4]

Seit 1998 erinnert ganz in der Nähe, an der Kok-Wua-Kreuzung eine Gedenkstätte mit einem kleinen Museum an die Proteste von 1973.